# Rupert Keegan
Rupert Keegan (Westcliff-on-Sea, Essex, Anglia, 1955. február 26. – 2024. szeptember 23.) brit autóversenyző, Formula–1-es pilóta.

## Pályafutása
1976-ban megnyerte a brit Formula–3-as bajnokságot, így a következő évben már a Formula–2-es mezőnyben indulhatott. Csapata a Hesketh, akkoriban nem tartozott az élcsapatok közé, de Rupertnek mindig sikerült túljutnia az időmérő edzéseken. Az 1978-as idényre a Surtees-hez szerződött, de jó eredményeket nem sikerült elérnie, ezért a következő szezont már ismét a Formula–3-ban töltötte. 1980-ban a RAM Williams-szel, 1982-ben pedig a March csapattal tért vissza a Formula–1-be.

## Eredményei

### Teljes Formula–1-es eredménysorozata
(Táblázat értelmezése)

(Félkövér: pole-pozícióból indult; dőlt: leggyorsabb kört futott) 

| Év   | Csapat                         | 1      | 2      | 3      | 4      | 5      | 6      | 7      | 8      | 9      | 10     | 11     | 12     | 13     | 14     | 15     | 16     | 17  | Helyezés | Pont |
| ---- | ------------------------------ | ------ | ------ | ------ | ------ | ------ | ------ | ------ | ------ | ------ | ------ | ------ | ------ | ------ | ------ | ------ | ------ | --- | -------- | ---- |
| 1977 | Penthouse Rizla Racing         | ARG    | BRA    | RSA    | USW    | ESP Ki | MON 12 | BEL Ki | SWE 13 | FRA 10 | GBR Ki | GER Ki | AUT 7  | NED Ki | ITA 9  | USA 8  | CAN Ki | JPN | -        | 0    |
| 1978 | Team Surtees                   | ARG Ki | BRA Ki | RSA Ki | USW NI | MON Ki | BEL Nk | ESP 11 | SWE Nk | FRA Ki | GBR Nk | GER Nk | AUT Nk | NED Ni | ITA    | USA    | CAN    |     | -        | 0    |
| 1980 | RAM Penthouse Rizla Racing     | ARG    | BRA    | RSA    | USW    | BEL    | MON    | FRA    | GBR 11 | GER Nk | AUT 15 | NED Nk | ITA 11 | CAN Nk | USA 9  |        |        |     | -        | 0    |
| 1982 | Rothmans March Grand Prix Team | RSA    | BRA    | USW    | SMR    | BEL    | MON    | DET    | CAN    | NED    | GBR    | FRA    | GER Nk | AUT Ki | SUI Ki | ITA Nk | CPL 12 |     | -        | 0    |

### Le Mans-i 24 órás autóverseny
| Év   | Csapat                   | Autó             | Csapattárs  | Csapattárs       | Helyezés | Kiesés oka |
| ---- | ------------------------ | ---------------- | ----------- | ---------------- | -------- | ---------- |
| 1982 | Ultramar Team Lola       | Lola T610        | Guy Edwards | Nick Faure       | Kiesett  |            |
| 1983 | Jon Fitzptrick Racing    | Porsche 956      | Guy Edwards | John Fitzpatrick | 5.       |            |
| 1984 | Skoal Bandit Racing Team | Porsche 962      | Guy Edwards | Roberto Moreno   | Kiesett  | Baleset    |
| 1995 | Lister Cars Ltd.         | Lister Storm GTS | Geoff Lees  | Dominic Chappell | Kiesett  |            |

## Fordítás
- Ez a szócikk részben vagy egészben  a   Rupert Keegan című angol Wikipédia-szócikk fordításán alapul.  Az eredeti cikk szerkesztőit annak laptörténete sorolja fel. Ez a jelzés csupán a megfogalmazás eredetét és a szerzői jogokat jelzi, nem szolgál a cikkben szereplő információk forrásmegjelöléseként.

## Külső hivatkozások
- Profilja a grandprix.com honlapon (angolul)
- Profilja a statsf1.com honlapon (angolul)